# Żydowskie organizacje skautowe działające w Oświęcimiu
Żydowskie organizacje skautowe w Oświęcimiu – organizacje skautowe mające polskie oddziały, działające lokalnie w Oświęcimiu i okolicach Oświęcimia w latach 1918–1945. Wśród nich główne to Ha-Szomer Ha-Cair, Akiba i Ha-Szomer ha-Dati.

## Geneza
Żydowskie organizacje młodzieżowe powstające w drugiej dekadzie XX wieku inspirowały się z jednej strony powstałym pod koniec XIX wieku w Niemczech ruchem Wandervögel (niem. wędrowny ptak), z drugiej zaś ideałami Roberta Baden-Powella. Pierwszy z nich wspierał tworzenie niezależnej kultury młodzieżowej, odrzucającej burżuazyjne wartości, odkrywanie świata poprzez wycieczki, sport, dyskusje o życiu i wartościach. Drugi – skauting – oparty był na dyscyplinie, strukturze, posłuszeństwie, poświęceniu i solidarności.
W okresie międzywojennym młodzieży żydowskiej na ogół nie przyjmowano do polskich organizacji harcerskich, stąd też częściowo wynikła potrzeba tworzenia pokrewnych organizacji.

## Działalność

### Działalność organizacji w latach 1918–1939

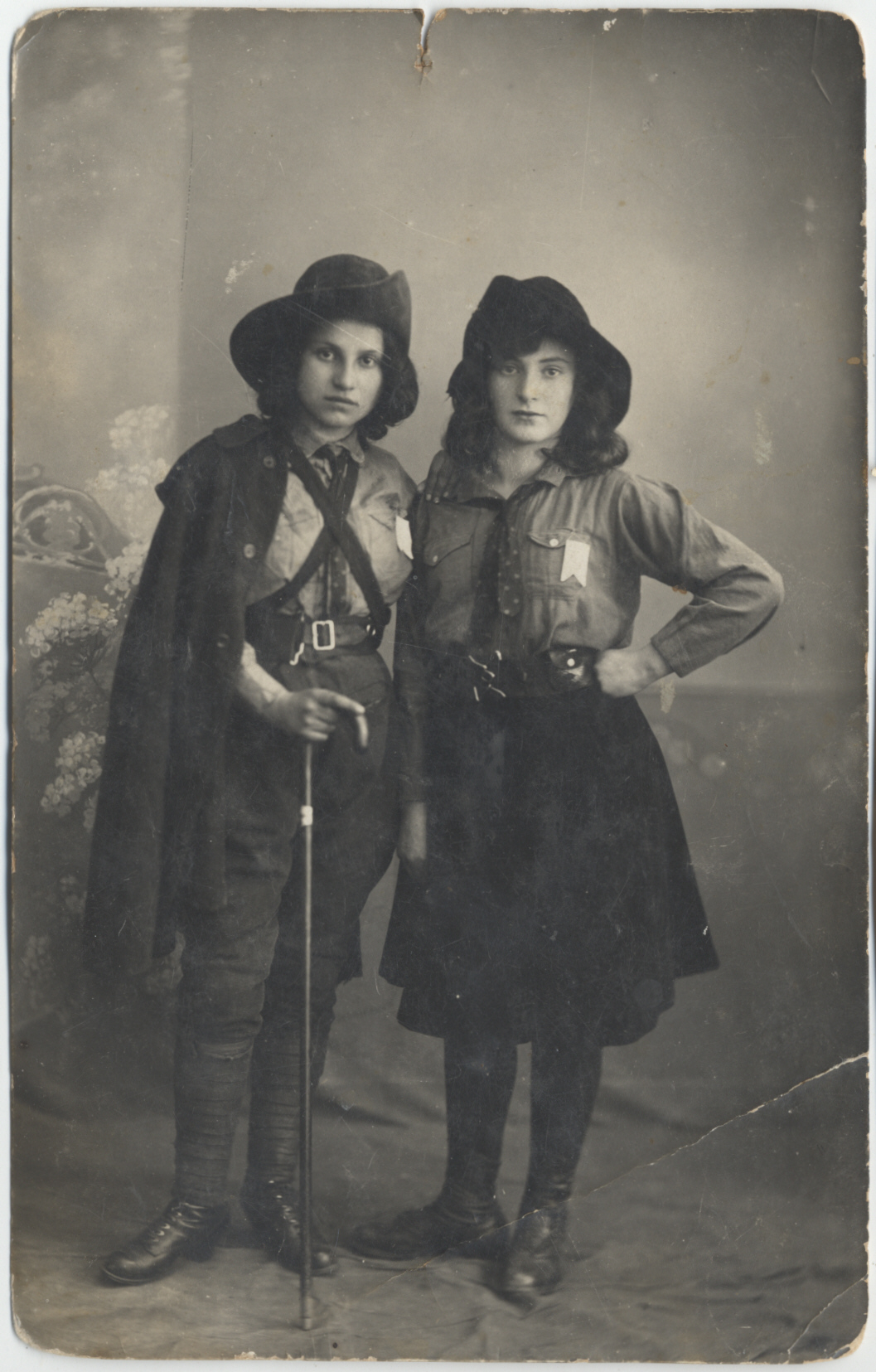
Członkinie organizacji Ha-Szomer ha-Cair w Oświęcimiu

Pierwsze organizacje powstawały przy sekcjach gimnastycznych i sportowych. Działały na szczeblu lokalnym bez wychodzenia na poziom ogólnopolski. Pierwszą organizacją ogólnopolską było Ha-Szomer Ha-Cair (Młody Strażnik), organizacja zarejestrowana w listopadzie 1918 roku w Warszawie. Pozostałe organizacje – takie jak Akiba, Betar, Ha-Szomer ha-Dati i Gordonia – działały według podobnych zasad. Organizacje te różniły się nazwami i liczebnością drużyn, ilością drużyn i głównymi celami (na przykład, Akiba koncentrowała się na religii, a Gordonia na pracy).

#### Ha-Szomer Ha-Cair
Do organizacji przyjmowano młodzież od jedenastego roku życia. Jej struktura opierała się na wzorach skautingu baden-powellowskiego: tworzono gniazda, w skład których wchodziło kilka drużyn. W drużynie było od czterech do sześciu zastępów liczących 6-10 osób. Członkowie byli podzieleni według wieku: dzieci w wieku 11 – 14 lat nosiły miano „lwiątek” (kwirim), młodzież w wieku 15 – 16 lat tworzyła grupę harcerzy (cofim), a od 18. roku życia obowiązywała grupa starszoharcerska (bogrim). Organizacja działała wg zasad Baden-Powella (słowność, wierność, braterstwo, pomoc, ekologia, entuzjazm, szczodrość, czystość uczynków, dbanie o siebie).
W Oświęcimiu organizacja rozpoczęła działalność w roku 1919; powstało wówczas w mieście Stowarzyszenie Opieki nad Żydowską Młodzieżą Haszomer (hebr. Strażnik). Organizacja była najprawdopodobniej pierwszym żydowskim stowarzyszeniem młodzieżowym w Oświęcimiu. Oświęcimska organizacja poświęcała wiele uwagi nauce języka hebrajskiego.

#### Akiba

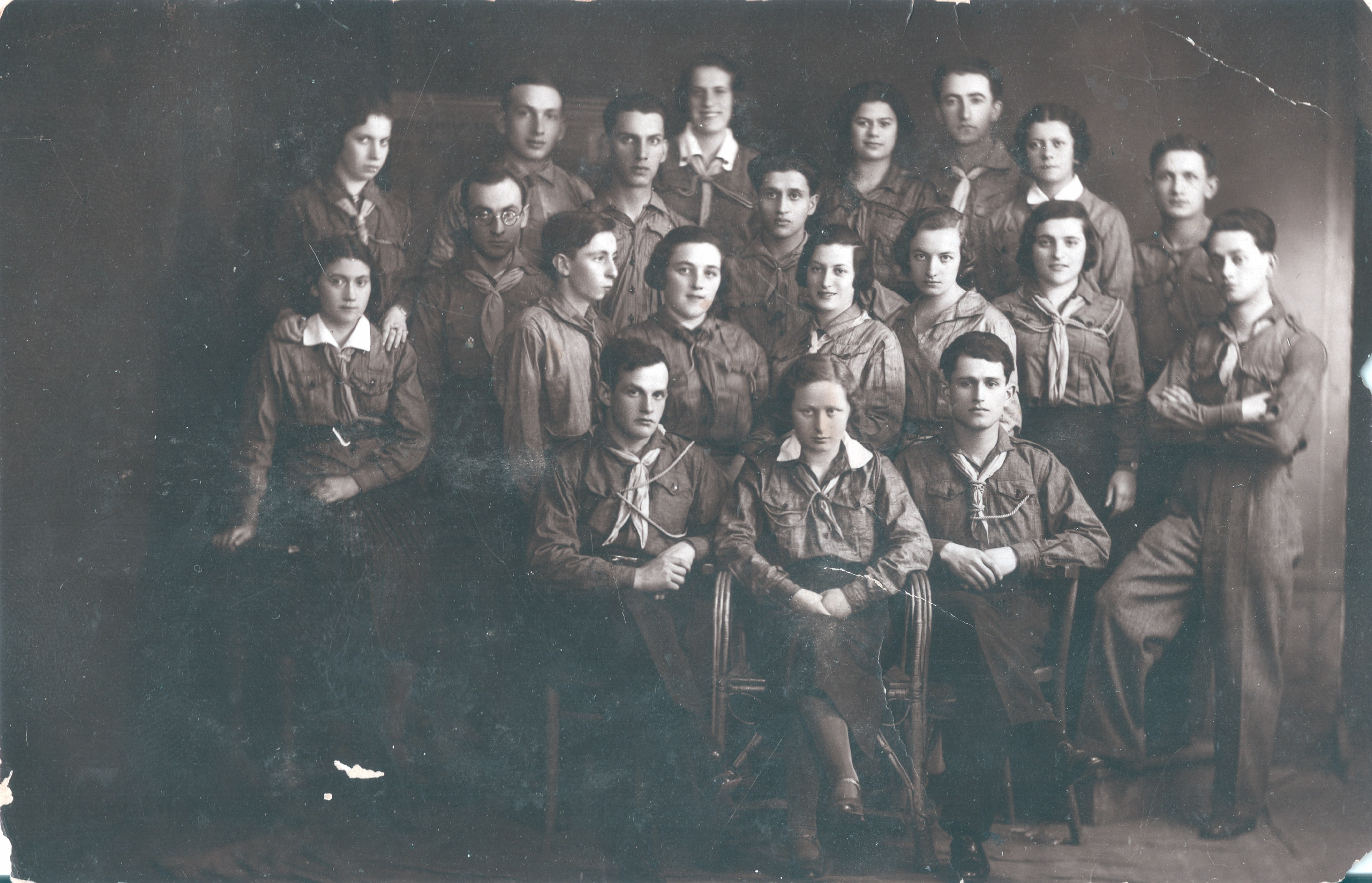
Członkowie i członkinie oświęcimskiej organizacji Akiba, lata 30. XX w.

Aktywny w przedwojennym Oświęcimiu Związek Młodzieży Hebrajskiej „Akiba” powstał w Oświęcimiu w roku 1925. W latach 30. lokal Akiby znajdował się w Oświęcimiu przy ulicy Jagiellońskiej. W organizacji funkcjonowała rada rodzicielska, odpowiedzialna za zbiórki funduszy na działalność, wspierające między innymi kolonie letnie dla ubogiej młodzieży żydowskiej. Organizowano również kolonie dla przyszłych instruktorów ruchu i praktyczne kursy zawodowe. Wyjazdy pełniły rolę wychowawczą, ucząc młodzież funkcjonowania w grupie, samodzielności i odpowiedzialności, oraz zainteresowania losem innych.

### Lata 1939–1945
W latach 1939–1945 działalność organizacji skautowych ograniczyła się praktycznie do zera. Organizacje te po okupacji stały się nielegalne. Nieliczne jednostki tworzyły małe ruchy oporu. W latach 1945–1950 większość organizacji rozwiązano. Władze tego okresu charakteryzowało nastawienie antysemickie i działalność tych organizacji została zakazana. Wymazywano też większość znanych informacji na ich temat.

## Wpływ organizacji skautowskich
Organizacje te w czasie swojego rozkwitu i krótko po zakończeniu działalności miały ogromny wpływ na setki młodych ludzi. Uczyły ich wartości i praktycznych umiejętności oraz zapewniały rozrywkę. W czasie wojny przynosiły też otuchę i możliwość oporu.

### Zadania i wartości
Organizacje skautowskie miały być okazją dla młodzieży do nauki wartości. Pomagały w tworzeniu wspólnoty religijnej, budowaniu pamięci o historii i jednoczeniu młodzieży. Spełniały również funkcje użytkowe, wypełniając czas i wspierając wspólnoty.
Wartości, które były przekazywane były bardzo mocno powiązane z religijnością, lecz ważne były także wartości ogólne. Dotyczyły słowności, prawdomówności, braterskości, pomocy, ekologii, bycia lepszym człowiekiem na gruncie zarówno moralnym, jak i fizycznym oraz entuzjazmu i pogody ducha.